# Flateka
Flateka, även platteka, flatbotnad eka, pråm, brädeka, och i Skåne och Blekinge förekommer också namnet Kobb. 
Enkel båt byggd av sågade plankor med en flat botten. Den vanligaste och mest sprida båtformen på mindre vattendrag.
Kategorin flatekor innehåller ett brett spektrum av båtar för olika användningsområden och lokala förutsättningar. Härav också båtar med en mängd olika utseende. Grunden är en bottenplatta sammansatt av plankor som antingen kan vara helt rak eller lite böjd. Den kan ha antingen en platt avslutning i för och akter; eller spetsig med stävar i båda ändar; samt plan akter och spetsig stäv. I Skandinavien är sidorna på denna form av båtar närmast alltid klinkbyggda.
Det finns flatekor byggda för rodd, paddling, stakning och några få framdrivna av segel. Även om flatekor främst förknippas med inlandets stillsamma vatten har de också använts vid fiske på platser med långgrunda havs stränder, som däcksbåtar och transportbåtar ut till större skepp där dessa inte kunnat lägga till vid kaj.
Etymologiskt pekar båtbegreppet ”eka” till ursprunget ”ekstock” i form av urholkad trädstam av ek. Det är går också tydligt följa olika utvecklingsstadier från den urholkade trädstammar till den byggda ekan, med urholkade båtbottnar som byggts på uppåt för att få ökad bärighet.
Flatekan har haft låg status och oftast inte krävt kvalificerat båtbyggarhantverk. Förmodligen har detta också bidragit till att den närmast helt fallit bort när det maritima kulturarvet summerats.